# 終了
| ウィキペディアには「終了」という見出しの百科事典記事はありません（タイトルに「終了」を含むページの一覧/「終了」で始まるページの一覧）。 代わりにウィクショナリーのページ「終了」が役に立つかもしれません。 |